# Luc Hoffmann

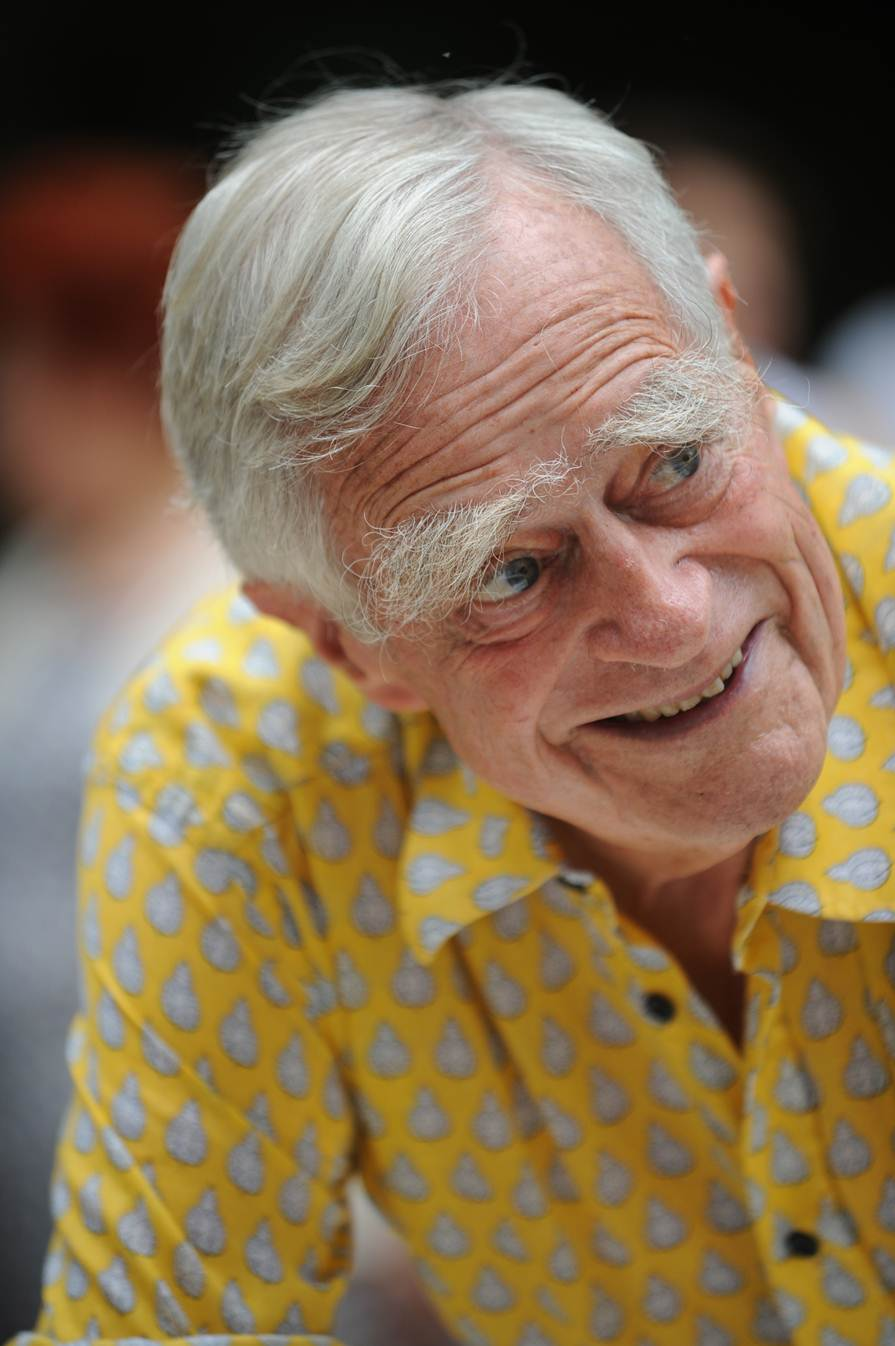
Luc Hoffmann (2009)

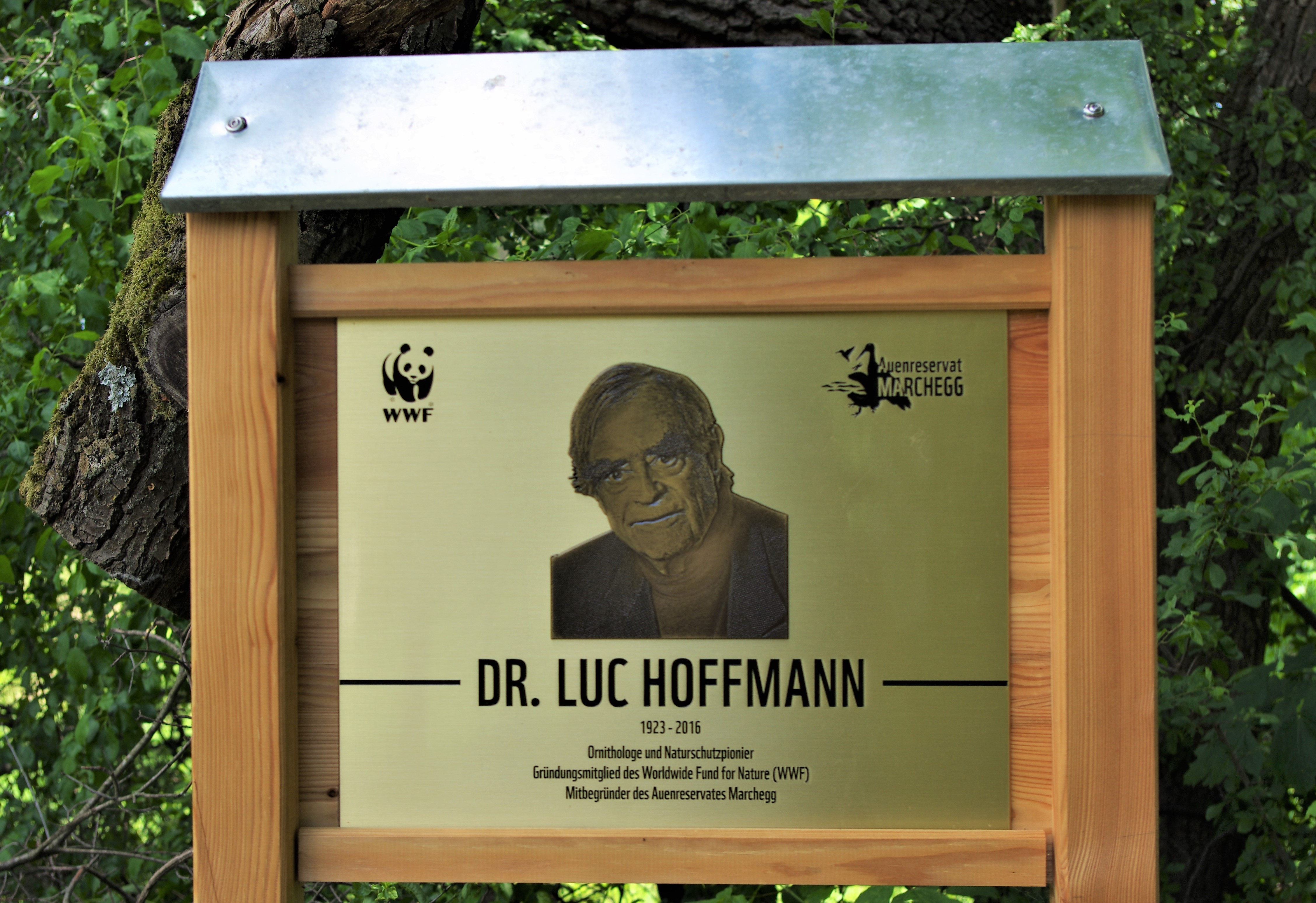
Luc Hoffmann, Gedenktafel in Marchegg

Hans Lukas «Luc» Hoffmann (* 23. Januar 1923 in Basel; † 21. Juli 2016 in der Camargue, Frankreich) war ein Schweizer Mäzen und Unternehmer.

## Familie und Leben
Luc Hoffmanns Grossvater Fritz Hoffmann-La Roche war Gründer des Unternehmens Roche Holding. Sein Vater war der Fabrikant Emanuel «Manno» Hoffmann (1896–1932), seine Mutter dessen Frau, die Bildhauerin Maja Hoffmann, geborene Stehlin (1896–1989). Seine Schwester war Vera Oeri-Hoffmann (1924–2003), die Frau von Jakob Oeri-Hoffmann. Hoffmann war von 1953 bis 2002 mit der aus der Ukraine stammenden Gräfin Daria Razumovsky (1925–2002) verheiratet. Er hatte vier Kinder: Vera Michalski, Maja, André und Daschenka.
Hoffmann studierte an der Universität Basel Zoologie und wurde 1952 promoviert. 1954 baute er die Forschungsstation «Station biologique de la Tour du Valat» in der Camargue in Frankreich auf. Er war Gründungsmitglied des WWF und dessen Vizepräsident von 1961 bis 1988. Von 1960 bis 1969 war er Vizepräsident der Weltnaturschutzorganisation IUCN. 1994 gründete er die Naturschutzstiftung MAVA. Hoffmann wurden mehrere Ehrendoktorwürden verliehen und er ist Autor von über 60 meist ornithologischen Büchern.
Luc Hoffmann hat sich sehr um den internationalen Naturschutz verdient gemacht. Zeit seines Lebens kämpfte er für den Erhalt bedrohter Vogelrückzugsgebiete; sei es im Mündungsgebiet des Guadalquivir (Südspanien), am Neusiedler See, in der ungarischen Puszta oder an der Küste Mauretaniens. Zusammen mit Peter Scott, dem Sohn des berühmten Polarforschers, rief Lukas Hoffmann 1961 den World Wildlife Fund (WWF) ins Leben.
Von 1953 bis 1996 war er Mitglied, ab 1990 Vizepräsident, des Verwaltungsrates von Roche, einem der grössten Pharmaunternehmen weltweit, mit Sitz in Basel. 2004 schied er aus dem Aktionärspool der Roche-Gründerfamilien aus. Er starb im Juli 2016 im Alter von 93 Jahren in seinem Haus in der Camargue.

## Ehrungen und Auszeichnungen
- Mehrere Ehrendoktorwürden, darunter die der Universität Thessaloniki (1992), der Universität Basel (2001)[10] sowie der Business School Lausanne (2013)[11]
- Kai Curry-Lindhal Award of the Colonial Waterbird Society (USA)
- Duke of Edinburgh Conservation Medal (WWF International)
- 1989 Chevalier und 2010 Officier de la Légion d’honneur (Frankreich)
- 1993 Österreichisches Ehrenkreuz für Wissenschaft und Kunst I. Klasse
- 2007 EuroNatur-Preis (Deutschland)[12]